# علم و تربیت
علم و تربیت نام یکی از مطبوعات استان فارس در دوران قاجاریه است.
این مجله از سال ۱۳۳۹ هـ.ق به وسیله حسین پرتو در شیراز به چاپ رسیده است.